# Route nationale 751
Pour les articles homonymes, voir Route 751.
La route nationale 751 ou RN 751 était une route nationale française reliant la pointe Saint-Gildas (commune de Préfailles, Loire-Atlantique) aux Fouchards (communes de Boulleret et Bannay, Cher).
À la suite de la réforme de 1972, elle est déclassée en RD 751 dans la Loire-Atlantique, en Maine-et-Loire, en Indre-et-Loire, en Loir-et-Cher à l'ouest de Blois et dans le Cher et en RD 951 en Loir-et-Cher à l'est de Blois et dans le Loiret.

## Ancien tracé de la Pointe Saint-Gildas aux Fouchards

### Loire-Atlantique
De Préfailles à La Chapelle-Basse-Mer
- Pointe Saint-Gildas, commune de Préfailles
- Corniche du bord de mer :
  - Préfailles
  - La Plaine-sur-Mer
- Pornic, rue de Nantes, suivie d’un échangeur avec la route Bleue (RD 213)
- D 5 : Arthon-en-Retz
- D 66 : Chéméré
- D 758 : Port-Saint-Père + début de voie expresse
- D 751A : Saint-Léger-les-Vignes/Bouaye
- Bouaye-Les-Côteaux
- Brains
- Bouguenais
- Échangeur entre RD 751 et RD 723 puis tronc commun à Bouguenais et Rezé
- Rezé :
  - « route de Pornic » (fin de voie expresse)
  - « boulevard du Général-de-Gaulle »
- Nantes :
  - « rue du Dos-d'Âne »
  - « côte Saint-Sébastien »
- Saint-Sébastien-sur-Loire, « boulevard des Pas-Enchantés »
- Basse-Goulaine
  -  Échangeur entre RD 751 et RN 844  45 porte de Goulaine, (périphérique nantais)
  -  Échangeur entre RN 844 et RN 249,  44 porte du Vignoble (périphérique nantais), aux ponts de Bellevue
- Levée de la Divatte :
  - Boire-Courant, commune de Saint-Julien-de-Concelles
  - Le Bout-des-Ponts, commune de Saint-Julien-de-Concelles
  - La Chebuette, commune de Saint-Julien-de-Concelles
  - Coudrouse, commune de Saint-Julien-de-Concelles
  - La Pierre Percée, commune de La Chapelle-Basse-Mer
  - La Pinsonnière, commune de La Chapelle-Basse-Mer

### Maine-et-Loire
De La Varenne à Montsoreau
- La Varenne
- Guilolière, commune de La Varenne
- La Coindasserie, commune de La Varenne
- Champtoceaux
- La Patache, commune de Champtoceaux
- Les Grelliers, commune de Drain
- Drain
- Beauregret, commune de Drain
- Liré
- Bouzillé
- Le Marillais
- Saint-Florent-le-Vieil
- Le Pressoir, commune de Saint-Laurent-du-Mottay
- Le Mesnil-en-Vallée
- Montjean-sur-Loire
- Chalonnes-sur-Loire
- La Haie Longue, commune de Saint-Aubin-de-Luigné
- Rochefort-sur-Loire
- Denée
- Mûrs-Érigné
- Échangeur de Haute-Perche (avec l'autoroute A87 et la RD748)
- Juigné-sur-Loire
- Saint-Jean-des-Mauvrets
- Saint-Saturnin-sur-Loire
- Coutures
- Saint-Georges-des-Sept-Voies
- La Sale-Village, commune de Saint-Georges-des-Sept-Voies
- Gennes
- Chênehutte-Trèves-Cunault
- Saumur, jonction avec la RD 947, ancienne RN 147
- Tronc commun jusqu’à Montsoreau

### Indre-et-Loire
De Candes-Saint-Martin à Mosnes
- Candes-Saint-Martin
- Saint-Germain, commune de Couziers
- Rassay, commune de Saint-Germain-sur-Vienne
- Thizay
- Cinais
- La Roche-Clermault
- Chinon (contournée par le nord)
- Azay-le-Rideau
- Bois-Rideau, commune de Druye
- Échangeur avec l’A85; début de voie expresse
- 10 : RD 8, Ballan-Miré
- 11 D 127
- Tronc commun avec la RD 37 (rocade de Tours), fin de voie expresse
- Joué-lès-Tours
- Tours
- La Ville-aux-Dames
- Montlouis-sur-Loire
- Lussault-sur-Loire
- Amboise
- Chargé
- Mosnes

### Loir-et-Cher
De Rilly-sur-Loire à Saint-Laurent-Nouan
- Rilly-sur-Loire
- Chaumont-sur-Loire
- Candé-sur-Beuvron
- Chailles
- Blois
- Montlivault
- Saint-Dyé-sur-Loire
- Muides-sur-Loire
- Saint-Laurent-Nouan

### Loiret
De Saint-Laurent-Nouan à Belleville-sur-Loire
- Saint-Laurent-Nouan
- Dry
- Cléry-Saint-André
- Mareau-aux-Prés
- Saint-Hilaire-Saint-Mesmin
- Saint-Pryvé-Saint-Mesmin
- Orléans
- Saint-Jean-le-Blanc
- Sandillon
- Darvoy
- Jargeau
- Tigy
- Neuvy-en-Sullias
- Sully-sur-Loire
- Saint-Aignan-le-Jaillard
- Lion-en-Sullias
- Saint-Gondon
- Poilly-lez-Gien
- Gien
- Saint-Martin-sur-Ocre
- Saint-Brisson-sur-Loire
- Saint-Firmin-sur-Loire
- Châtillon-sur-Loire
- Beaulieu-sur-Loire
- Belleville-sur-Loire

### Cher
De Sury-près-Léré à Boulleret
- Sury-près-Léré
- Léré
- Les Fouchards, commune de Boulleret et limite avec Bannay